# Casiano Delvalle
Casiano Wilberto Delvalle Ruiz (* 13. August 1970 in Lambaré) ist ein ehemaliger paraguayischer Fußballspieler.

## Karriere

### Verein
Delvalle begann seine Karriere bei Sport Colombia. Danach spielte er bei Cerro Corá, Olimpia, Unión Española, Beijing Guoan, Sportivo Luqueño, Shandong Luneng Taishan, Shonan Bellmare und Guangzhou.

### Nationalmannschaft
Im Jahr 1995 debütierte Delvalle für die paraguayische Fußballnationalmannschaft. Er hat insgesamt drei Länderspiele für Paraguay bestritten.